# Кикош, Михаил Иванович
Михаил Иванович Кикош (5 октября 1919, Носовка, Черниговская губерния — 10 октября 1949, Нежин, Черниговская область) — капитан, участник Великой Отечественной войны, Герой Советского Союза (1943).

## Биография
Родился 5 октября 1919 года в селе Носовка (ныне — город в Черниговской области Украины). Окончил неполную среднюю школу. В 1939 году был призван на службу в Рабоче-крестьянскую Красную армию.
С июня 1941 года — на фронтах Великой Отечественной войны. В 1942 году окончил курсы младших лейтенантов. Принимал участие в боях на Юго-Западном, Сталинградском и Центральном фронтах. В феврале 1943 года был ранен.
В июне 1943 года старший лейтенант Михаил Кикош командовал приданной 69-й стрелковой дивизии 3 отдельной штрафной ротой 65-й армии. 11 июня 1943 года рота под командованием Кикоша была переименована в 258-ю отдельную штрафную роту.
15 октября 1943 года, во время битвы за Днепр, стрелковая рота 120-го стрелкового полка 69-й стрелковой дивизии 18-го стрелкового корпуса 65-й армии Центрального фронта под командованием старшего лейтенанта Михаила Кикоша одной из первых переправилась через Днепр в районе посёлка Радуль Репкинского района Черниговской области, захватила и удержала до подхода основных сил полка плацдарм на его западном берегу. В наградном листе Михаил Кикош указан как просто «командир стрелковой роты 120-го стрелкового полка 69-й дивизии». Однако такие исследователи как полковник юстиции Андрей Мороз, историк Владимир Дайнес и другие полагают, что это была всё та же переименованная в 258-ю отдельную штрафную роту 3-я отдельная штрафная рота 65-й армии.
30 октября 1943 года Указом Президиума Верховного Совета СССР за «мужество и героизм, проявленные при форсировании Днепра и удержании плацдарма на его правом берегу» командир роты старший лейтенант Михаил Иванович Кикош был удостоен звания Героя Советского Союза с вручением ордена Ленина и медали «Золотая Звезда» за номером 1521.
В 1946 году в звании капитана Кикош был уволен в запас.
Проживал в городе Нежине Черниговской области Украинской ССР, работал на местном заводе.
Скончался 10 октября 1949 года, похоронен на Троицком кладбище Нежина.

## Награды
- Звание Героя Советского Союза с вручением ордена Ленина и медали «Золотая Звезда» за номером 1521
- Был также награждён рядом медалей[6]

## Память
- В честь Михаила Ивановича Кикоша названа улица в его родном городе[6].